# Нове Село-2
Нове Село-2 (рос. Новое Село-2) — присілок у Лузькому районі Ленінградської області Російської Федерації.
Населення становить 14 осіб. Належить до муніципального утворення Дзержинське сільське поселення.

## Історія
Згідно із законом від 28 вересня 2004 року № 65-оз належить до муніципального утворення Дзержинське сільське поселення.

## Населення
| 1997 | 2007 | 2010 |
| ---- | ---- | ---- |
| 6    | ↗12  | ↗14  |